# XA (bases de données)
XA (ou Open XA) est une interface de communication entre un gestionnaire de ressource (par exemple une base SQL) et un gestionnaire de transaction.
XA fait partie de la norme Distributed Transaction Processing de l'Open Group.
Dans des systèmes hétérogènes, un certain nombre de ressources peuvent être impliquées dans une transaction. Or celles-ci ne doivent changer d'état que si la cette dernière est validée. XA aide à synchroniser ces validations multiples au sein d'une transaction globale.